# Unxia insignis
Unxia insignis är en skalbaggsart som först beskrevs av Guérin-Méneville 1844.  Unxia insignis ingår i släktet Unxia och familjen långhorningar. Inga underarter finns listade i Catalogue of Life.